# Валерий (консул 432 г.)
Вижте пояснителната страница за други личности с името Валерий.
Флавий Валерий (на латински: Flavius Valerius) е политик на Източната Римска империя и брат на императрица Елия Евдокия.

## Биография
Той е роден в Атина и е син на философа софист Леонтий († пр. 421). Брат е на Гесий (преториански префект на Илирия 443 г.) и Елия Евдокия, която се омъжва на 7 юни 421 г. за император Теодосий II.
Валерий става първо comes rerum privatarum (425 г.), след това comes sacrarum largitionum. През 432 г. той е консул заедно с Флавий Аеций. През 435 г. той е magister officiorum.